# Magnetização natural remanente
Magnetização natural remanente (NRM) é a remanência sob a forma da magnetização permanente de uma rocha ou sedimento resultante do campo magnético da Terra no momento em que o material foi depositado como sedimento ou cristalizado a partir de magma. Esta magnetização constitui um registo da intensidade e direção do campo magnético terrestre e permite, pelas alterações de orientação, determinar o movimento tectónico das formações geológicas ao longo de milhões de anos a partir de sua posição original. A magnetização natural remanente forma a base do paleomagnetismo e da magnetostratigrafia.

## Tipos
Existem vários tipos de NRM que podem ocorrer numa amostra. Muitas amostras têm mais de um tipo sobreposto. A magnetização termo-remanente (TRM) é adquirida durante o arrefecimento abaixo do ponto de Curie dos minerais ferromagnéticos e é a melhor fonte de informação sobre o passado do campo magnético da Terra. A magnetização adquirida durante a mudança de fase, ação química ou crescimento de cristais a baixa temperatura é denominada magnetização química remanente. Os sedimentos adquirem uma magnetização remanente deposicional durante sua formação ou uma magnetização remanente pós-deposicional posteriormente.
Alguns tipos de remanência magnética são indesejáveis e devem ser removidos antes que a remanência útil seja medida. Um é magnetização isotérmica remanente (IRM), que como um componente do NRM induzido pela exposição de uma partícula a um campo magnético intenso, fazendo com que o campo inverta seus momentos magnéticos de coercividade mais baixa para se alinhar com o campo intenso. Um mecanismo frequentemente citado de aquisição de IRM é o efeito de dos fortes campos magnéticos locais gerados por trovoadas  quando um raio que atinja as proximidades do material. Outra é magnetização remanente viscosa (VRM), uma remanência adquirida quando a rocha fica exposta ao campo magnético da Terra por longos períodos.
O componente mais importante da remanência natural é adquirido quando uma rocha é formada. Essa componente é designada de componente primário ou magnetização remanente característica (ChRM). Qualquer componente posterior é designada por componente secundário. Para separar esses componentes, o NRM é removido gradualmente usando técnicas de desmagnetização térmica ou de campo alternado para revelar o componente magnético característico.
Mas nem todas as mudanças magnéticas resultantes de choque mecânico podem ser removidas pela desmagnetização de campo alternado (AF). Os arenitos marinhos que formam as estruturas onde estão depositados hidrocarbonetos apresentam mineralogias instáveis cuja suscetibilidade a campos magnéticos de baixa intensidade e à magnetização remanente isotérmica aumentam irreversivelmente, mesmo após choques mecânicos fracos e uma desmagnetização AF em campos alternados com um pico de 100 mT.